# NGC 6261
NGC 6261 је лентикуларна галаксија у сазвежђу Херкул која се налази на NGC листи објеката дубоког неба.
Деклинација објекта је + 27° 58' 41" а ректасцензија 16h 56m 30,4s. Привидна величина (магнитуда) објекта NGC 6261 износи 14,5 а фотографска магнитуда 15,4. NGC 6261 је још познат и под ознакама UGC 10617, MCG 5-40-6, CGCG 169-13, NPM1G +28.0390, PGC 59286.